# 松倉重信
松倉 重信（まつくら しげのぶ）は、戦国時代から安土桃山時代にかけての武将。筒井氏の家臣。名は勝重（かつしげ）とも。通称右近。同時代における名字の表記は「松蔵」である。嫡男は後の肥前国島原藩主・松倉重政。

## 生涯
筒井氏の重臣・松蔵権助秀政の子とみられる。
重信は、島清興（左近）と並ぶ筒井氏の両翼と目され、「右近左近」と称された。また森好之を加え、「筒井家三老臣」ともいわれる。ただし、島清興は少なくとも天正11年（1583年）12月の時点では重臣の地位にはなかった。
重信の仕えた筒井家は、永禄2年（1559年）以来、松永久秀と戦ってきたが、永禄13年（1570年）2月、井戸良弘が松永氏の多聞山城を攻めたことにより、久秀に人質として預けられていた良弘の8歳の娘と重信の11歳の弟が殺害された。
天正10年（1582年）の本能寺の変の際には、主君・筒井順慶へ有名な「洞ヶ峠の日和見」の献策をしたとも伝えられる。ただし洞ヶ峠に関する逸話は江戸期に成立したものであり、洞ヶ峠に赴いていない順慶らをそこに行ったものとするなど事実に反している。
翌天正11年（1583年）5月、豊臣秀吉に従って伊賀に出陣した筒井順慶の陣の中に弥八郎と名乗っていた重信もおり、敵方の夜討ちによって弟・弥二郎や島清興らと共に負傷している。
同年12月2日、父・秀政が死去。この直後の29日、秀吉の命で筒井氏の内衆11人の大名成が行われ、重信は弥二郎や中坊秀祐らと共に「大名」に定められると、この年に追放された越智氏の拠点である高市郡越智に3000石を与えられた。
天正12年（1584年）2月には、越智氏の居城だった高取城が復興させられており、この地を領した重信が城主になったものとみられる。
同年8月、順慶が死去し、その跡を継いだ定次のもと、10月に葬儀が行われた。この際、重信の沙汰により、千人の僧が同じ経を一部ずつ読む千部経が執り行われた。
同年11月には、秀吉より右近大夫に任じられる。
天正13年（1585年）閏8月、筒井定次は伊賀上野城に移封され、重信もこれに従った。重信の子・重政は伊賀名張にて8000石の知行地を与えられている。
文禄2年（1593年）7月7日に死去した。享年56。